# سیلی‌آباد
سیلی‌آباد (به خط تاجیکی: ҷамоати деҳоти Сайлиобод) جماعت دهات در کشور تاجیکستان است که در ناحیهٔ لخش ناحیه‌های تابع جمهوری قرار دارد. جمعیت این جماعت ۴۲۶۷ است.
تا پیش از ماه مارس ۲۰۲۲، نام این  جماعت دهات، الغه (به خط تاجیکی: ҷамоати деҳоти Алға) بوده. در این تاریخ نام این جماعت و روستاهای تابعهٔ آن تغییر کردند.

## لیست دهات تابعه
(جمعیت در سال ۲۰۱۷ میلادی)
- تاج‌‌بران (Тоҷварон) [سابقا گلمه / Гулама](۱٬۲۱۷)
- دامنه‌کوه (Доманакӯҳ) [سابقا سرغای / Сарғой] (۴۲۲)
- سیبستان (Себистон) [سابقا اچیق‌آلمه / Ачиқалма] (۵۳۷)
- گلزاران (Гулзорон) [سابقا قره‌میق / Қаромиқ] (۶۷۳)
- مهرآباد (Меҳробод) [سابقا دیوانه / Дувана] (۱٬۷۱۸)